# Neoceratopsia
Il clade Neoceratopsia comprende dinosauri erbivori appartenenti al gruppo dei ceratopsi. In sostanza, in questo clade gli scienziati hanno classificato tutti i ceratopsi evoluti, dai quali sono esclusi sostanzialmente forme bipedi come Yinlong, Chaoyangsaurus, Xuanhuaceratops e gli psittacosauridi. I neoceratopsi includono principalmente forme quadrupedi o semibipedi, generalmente di grosse dimensioni.
All'interno dei neoceratopsi si possono distinguere varie famiglie:
- i leptoceratopsidi, ancora primitivi, erano di solito lunghi un paio di metri e avevano struttura leggera. Il collare non era molto sviluppato e le corna erano assenti. Alcune forme (Udanoceratops) erano piuttosto grandi
- i protoceratopsidi, come Protoceratops e Bagaceratops, superavano di poco i due metri di lunghezza e possedevano un collare relativamente sviluppato, ma le corna, se presenti, erano ridotte a semplici abbozzi
- i ceratopsidi, probabilmente originatisi dai protoceratopsidi, di grandi dimensioni e dalla struttura pesante, con arti possenti, un collare molto grande e lunghe corna. Tra i generi più noti da ricordare Triceratops, Torosaurus e Styracosaurus.

Oltre a queste famiglie ben definite, i neoceratopsi comprendono anche una varietà di forme più o meno primitive, come Liaoceratops, Yamaceratops e Auroraceratops, tutti dell'Asia orientale, ma anche il grosso Zuniceratops del Nuovo Messico, considerato un possibile antenato dei ceratopsidi.